# Moussa Diallo
Moussa Diallo (Corbeil-Essonnes, 27 gennaio 1997) è un calciatore francese, difensore del Nîmes.

## Caratteristiche tecniche
È un terzino destro.

## Carriera
Cresciuto nel settore giovanile dell'Auxerre, debutta in prima squadra il 30 luglio 2016 in occasione dell'incontro di Ligue 2 pareggiato 0-0 contro il Red Star. Rimasto svincolato, nel gennaio 2019 firma con il SO Cholet militante in Championnat National.
Nel 2020 viene acquistato dagli svizzeri del Servette.

## Statistiche

### Presenze e reti nei club
Statistiche aggiornate al 31 luglio 2021.
| Stagione        | Squadra         | Campionato      | Campionato | Campionato | Coppe nazionali | Coppe nazionali | Coppe nazionali | Coppe continentali | Coppe continentali | Coppe continentali | Altre coppe | Altre coppe | Altre coppe | Totale | Totale |
| Stagione        | Squadra         | Comp            | Pres       | Reti       | Comp            | Pres            | Reti            | Comp               | Pres               | Reti               | Comp        | Pres        | Reti        | Pres   | Reti   |
| --------------- | --------------- | --------------- | ---------- | ---------- | --------------- | --------------- | --------------- | ------------------ | ------------------ | ------------------ | ----------- | ----------- | ----------- | ------ | ------ |
| 2014-2015       | Auxerre 2       | CFA2            | 12         | 1          |                 | -               | -               |                    | -                  | -                  |             | -           | -           | 12     | 1      |
| 2015-2016       | Auxerre 2       | CFA             | 10         | 1          |                 | -               | -               |                    | -                  | -                  |             | -           | -           | 10     | 1      |
| 2016-2017       | Auxerre 2       | CFA             | 16         | 0          |                 | -               | -               |                    | -                  | -                  |             | -           | -           | 16     | 0      |
| 2017-2018       | Auxerre 2       | N3              | 12         | 3          |                 | -               | -               |                    | -                  | -                  |             | -           | -           | 12     | 3      |
| 2016-2017       | Auxerre         | L2              | 11         | 0          | CF+CdL          | 1+3             | 0               |                    | -                  | -                  |             | -           | -           | 15     | 0      |
| 2017-2018       | Auxerre         | L2              | 4          | 0          | CF+CdL          | 1+1             | 0               |                    | -                  | -                  |             | -           | -           | 6      | 0      |
| 2018-2019       | SO Cholet       | N               | 12         | 0          | CF              | 0               | 0               |                    | -                  | -                  |             | -           | -           | 12     | 0      |
| 2019-2020       | SO Cholet       | N               | 25         | 0          | CF              | 0               | 0               |                    | -                  | -                  |             | -           | -           | 25     | 0      |
| 2020-2021       | Servette        | ASL             | 20         | 0          | CS              | 3               | 0               | UEL                | 1                  | 0                  |             | -           | -           | 24     | 0      |
| 2021-2022       | Servette        | ASL             | 5          | 0          | CS              | 0               | 0               | UECL               | 2                  | 1                  |             | -           | -           | 7      | 1      |
| Totale carriera | Totale carriera | Totale carriera | 127        | 5          |                 | 9               | 0               |                    | 3                  | 1                  |             | -           | -           | 139    | 6      |